# Idioma punyabí
El punyabí o panyabí es una lengua indoeuropea del subgrupo de las lenguas indoiranias y de la familia indoaria, que se habla en la región de Punyab (entre India y Pakistán). Es hablada por aproximadamente 100 millones de personas. Proviene de los dialectos prácritos, y es inusual entre las lenguas indoarias (y las lenguas indoeuropeas en general) en su uso del tono léxico.

## Etimología el nombre
El glotónimo punyabí (a veces escrita panyabí) deriva de la palabra Panj-āb, persa para 'cinco aguas', que se refiere a los cinco principales afluentes orientales del río Indo.

La palabra persa panj es cognada de la palabra del sánscrito pañcha (पञ्च), el griego pénte (πέντε) y el lituano penki, todos los cuales significan "cinco"; āb es análogo al sánscrito áp (अप्) y al av- de Avon. La histórica región de Punyab, ahora dividida entre India y Pakistán, está definida fisiográficamente por el río Indo y estos cinco afluentes. Estos, tributarios del río Indo, son el Jhelum, Chenab, Ravi, Sutlej y el Beas.
- panyabí (en español)

La palabra punyabí escrita en shahmukhi (arriba) y en gurmukhi (abajo).

- punjabi (pronunciado aprox. "panyábí") en la forma orográfica tradicional en inglés durante el Raj británico
- panjabi (pronunciado /panyabí/) en la transcripción al inglés más habitual en la India actual.

En Pakistán, donde el idioma no tiene reconocimiento oficial, se escribe habitualmente en alfabeto shahmukhi, una variante de la modificación persa del alfabeto árabe, similar a la usada en urdu. En la India, se utiliza principalmente el alfabeto gurmukhi (‘de la boca de los gurús’), muy vinculado a la religión sij.

## Hablantes fuera del Punyab
En la actualidad el punyabí es hablado entre una importante diáspora extranjera. Es hablado como lengua minoritaria en varios otros países donde la diáspora ha emigrado en grandes cantidades, como Estados Unidos, Australia, Reino Unido, en la mayoría de países europeos (España, Italia, Francia, Alemania) y Canadá.

## Fonología
El punyabí tiene características fonológicas típicas de la lenguas indoarias: existencia de al menos tres series de oclusivas (sonora, sorda, aspirada sorda), existencia de consonantes retroflejas, etc.
Una característica notable es que es la única lengua indoirania que ha evolucionado hasta convertirse en una lengua tonal. De hecho el punyabí desarrollo tres tonos de nivel a partir de las consonantes murmuradas típicas del indoiranio. Estas murmuradas pasaron a oclusivas sonoras dejando un tono sobre las vocales adyacentes, cuya cualidad depende de la posición de la murmurada dentro de la palabra.

### Diptongos
Al igual que el hindustaní, los diptongos /əɪ/ y /əʊ/ han desaparecido en su mayoría, pero aún se conservan en algunos dialectos.
Las vocales largas /aː, iː, uː/ se tratan como dobles de sus homólogas de vocal corta /ə, ɪ, ʊ/ en lugar de fonemas separados, y todos los casos de ai y au se monoftongotizan en /ɛː/ y /ɔː/. Por lo tanto, diptongos como aī y āu fonotácticamente se estiran a aii y aau, por lo que los diptongos recién formados ai y au se monofonizan, haciendo que las secuencias se pronuncien como /ɛːɪ/ y /əɔː/ en lugar de /əiː/ y /aːʊ/. Esto también aporta flexibilidad a la escritura, por lo que diptongos como aaai pueden escribirse como ā-ai, a-ā-i, etc.[cita requerida]
Los fonemas /j/ y /ʋ/ han quedado marginados en punjabí. La /j/ sólo se pronuncia al principio de la palabra, donde de otro modo es /ɪ/, y /ʋ/ se convierte en /ʊ/ cuando está entre una consonante y una vocal.

### Tono
Inusualmente para una lengua indoaria, el punjabí distingue tonos léxicos. En el punyabí se distinguen tres tonos (algunas fuentes los han descrito como contornos tonales, dados entre paréntesis): bajo (alto-baja), alto (bajo-baja) y nivel (neutro o medio).
Las transcripciones y las anotaciones de tono en los ejemplos siguientes se basan en las proporcionadas en el Punjabi-English Dictionary de la Universidad Punjabi, Patiala..
| Ejemplos | Ejemplos     | Pronunciación   | Pronunciación                                                                               | Pronunciación | Significado                                        |
| Gurmukhi | Shahmukhi    | Transliteración | IPA                                                                                         | Tono          | Significado                                        |
| -------- | ------------ | --------------- | ------------------------------------------------------------------------------------------- | ------------- | -------------------------------------------------- |
| ਘਰ       | {Uninastaliq | ghar            | Dialecto estándar u oriental. Los dialectos occidentales suelen pronunciarlo como /käː˨ɾᵊ/. | bajo          | casa                                               |
| ਕਰ੍ਹਾ      | {Uninastaliq | karhā           | /kə́.ra/                                                                                     | alto          | restos pulverizados de tortas de estiércol de vaca |
| ਕਰ       | {Uninastaliq | kar             | /kər/                                                                                       | nivel         | hacer, haciendo                                    |
| ਝੜ       | {Uninastaliq | jhaṛ            | /t͡ʃə̀.ɽᵊ/                                                                                    | baja          | sombra causada por las nubes                       |
| ਚੜ੍ਹ      | {Uninastaliq | chaṛh           | /t͡ʃə́.ɽᵊ/                                                                                    | alta          | ascenso a la fama, ascendencia                     |
| ਚੜ       | {Uninastaliq | caṛ             | /t͡ʃəɽ/                                                                                      | nivel         | padrastro de uña                                   |

El tono nivelado se encuentra en aproximadamente el 75 % de las palabras y algunos lo describen como ausencia de tono. También hay algunas palabras de las que se dice que tienen un tono ascendente en la primera sílaba y descendente en la segunda. (Algunos escritores describen esto como un cuarto tono.) Sin embargo, un estudio acústico reciente de seis hablantes de punjabi en los Estados Unidos no encontró evidencia de un tono descendente separado después de una consonante medial..
- ਮੋਢਾ / موڈھا, móḍà (subir-bajar), "hombro".

Se considera que estos tonos surgieron cuando las consonantes aspiradas sonoras (gh, jh, ḍh, dh, bh) perdieron su aspiración. Al principio de una palabra, se convirtieron en consonantes no aspiradas sordas (k, c, ṭ, t, p) seguidas de un tono alto-bajado; medial o finalmente se convirtieron en consonantes no aspiradas sonoras (g, j, ḍ, d, b), precedidas de un tono bajo-elevado. (El desarrollo de un tono alto-bajo aparentemente no tuvo lugar en todas las palabras, sino sólo en aquellas que históricamente tenían una vocal larga.)

#### Letra H tonal
La presencia de una [h] (aunque la [h] es ahora muda o muy débilmente pronunciada excepto palabra-inicialmente) palabra-fin (y a veces medialmente) a menudo causa un tono ascendente antes de ella, por ejemplo cá(h) "té".
- Inicialmente en sílaba, [h] causa una caída de tono después de ella, por ejemplo he > ʰè "es"[20]
  - En dialectos con tono ejemplificado, ahā se convierte en ā̀, p. ej. pahāṛ > pā̀ṛ
- Sílaba-finales, [h] provoca un tono ascendente antes de ella, p. ej. cā(h) > cā́  "té"
  - Las series ih y uh se pronuncian como tono ascendente /éː/ y /óː/, p. ej. ki(h)-ṛā' > kḗṛā "que". Estos suelen revertir a eh / oh palabra-final.
    - Hay algunas excepciones, por ejemplo tu-(h)āḍ-ḍē > twā̀ḍḍē[21] "tuyo"

  - Las series ahi y ahu se pronuncian como tono ascendente /ɛ́ː/ y /ɔ́ː/[22]
  - Algunos dialectos evitan usarlas para /éː óː ɛ́ː ɔ́ː/ y optan por escribirlas como ēh, ōh, eh, oh independientemente de la posición o aspiran la consonante siguiente, por ejemplo, kihṛā. > kēhṛā / kēṛhā

La escritura gurmukhi que se desarrolló en el siglo XVI tiene letras separadas para los sonidos aspirados sonoros, por lo que se cree que el cambio en la pronunciación de las consonantes y el desarrollo de los tonos puede haber tenido lugar desde entonces.
También se ha descubierto que algunas otras lenguas de Pakistán tienen distinciones tonales, entre ellas Burushaski, Gujari, hindko, Kalami, Shina y Torwali, aunque éstas parecen ser independientes del punjabí.

## Abecedario punyabí
Existen muchos sistemas ortográficos para el punyabí, dependiendo de la región y del dialecto que se trate, así como de la religión del hablante. En la provincia pakistaní de Panyab se usa la escritura shahmují que esencialmente el mismo tipo de escritura usado para el urdu basada en última instancia en el alfabeto arábigo. En el estado de Panyab, en la India, los sijs y otros grupos usan el alfabeto gurmují.

## Influencias árabes y persas
La influencia árabe y persa moderna en la región histórica del Punjab comenzó con las conquistas musulmanas de finales del primer milenio en el subcontinente indio. Muchas palabras persas y árabes se incorporaron al punjabí, por lo que el punjabí se basa en gran medida en palabras persas y árabes que se utilizan con un enfoque liberal del lenguaje. Muchas palabras importantes como ਅਰਦਾਸ, ਰਹਿਰਾਸ, ਨਹਿਰ, ਜ਼ਮੀਨ, ਗਜ਼ਲ, etc. se derivan del persa y del árabe. Tras la caída del imperio sij, el urdu se convirtió en la lengua oficial del Punjab (en el Punjab pakistaní sigue siendo la principal lengua oficial), y también influyó en el idioma.
De hecho, los sonidos de ਜ਼, ਖ਼, ਸ਼ y ਫ਼ se tomaron prestados del persa. Posteriormente, recibió la influencia léxica del portugués (palabras como ਅਲਮਾਰੀ/الماری), el griego (palabras como ਦਾਮ/دام), el chagatai (palabras como ਕ਼ੈੰਚੀ, ਸੁਗ਼ਾਤ/قینچی،سوغات), el japonés (palabras como ਰਿਕਸ਼ਾ/رکشا), chino (palabras como ਚਾਹ, ਲੀਚੀ, ਲੁਕਾਠ/چاہ، لیچی، لکاٹھ) e inglés (palabras como ਜੱਜ, ਅਪੀਲ, ਮਾਸਟਰ/جج، اپیل، ماسٹر), aunque estas influencias han sido menores en comparación con el persa y el árabe.

## Desarrollo de la literatura

### Período medieval
- Fariduddin Ganjshakar (1179-1266) es generalmente reconocido como el primer poeta importante de la lengua punjabi.[29] Aproximadamente desde el siglo XII hasta el XIX, muchos grandes santos y poetas sufíes predicaron en lengua punjabí, siendo el más destacado Bulleh Shah. La poesía sufí punyabí también se desarrolló bajo Shah Hussain (1538-1599), Sultan Bahu (1630-1691), Shah Sharaf (1640-1724), Ali Haider (1690-1785), Waris Shah (1722-1798), Saleh Muhammad Safoori (1747-1826), Mian Muhammad Baksh (1830-1907) y Khwaja Ghulam Farid (1845-1901).
- La religión sij se originó en el siglo XV en la región del Punjab y el punjabí es el idioma predominante hablado por los sijs.[30] La mayoría de las porciones del Guru Granth Sahib utilizan el idioma punjabi escrito en Gurmukhi, aunque el punjabi no es el único idioma utilizado en las escrituras sij.

Los Janamsakhis', relatos sobre la vida y la leyenda de Guru Nanak (1469-1539), son ejemplos tempranos de la literatura en prosa punjabí.
- La lengua punyabí es famosa por su rica literatura de qisse, la mayoría de los cuales tratan sobre el amor, la pasión, la traición, el sacrificio, los valores sociales y la revuelta de un hombre común contra un sistema mayor. La qissa de Heer Ranjha de Waris Shah (1706-1798) es una de las más populares del Punjab. Otras historias populares son Sohni Mahiwal de Fazal Shah, Mirza Sahiban de Hafiz Barkhudar (1658-1707), Sassui Punnhun de Hashim Shah (c. 1735-c. 1843), y Qissa Puran Bhagat de Qadaryar (1802-1892).[31]
- Las baladas heroicas conocidas como Vaar gozan de una rica tradición oral en punyabí. Algunos Vaars famosos son Chandi di Var (1666-1708), Nadir Shah Di Vaar de Najabat y el Jangnama de Shah Mohammad (1780-1862).[32]

### Período moderno
La novela victoriana, el drama isabelino, el verso libre y el Modernismo entraron en la literatura punjabí gracias a la introducción de la educación británica durante el Raj. Nanak Singh (1897-1971), Vir Singh, Ishwar Nanda, Amrita Pritam (1919-2005), Puran Singh (1881-1931), Dhani Ram Chatrik (1876-1957), Diwan Singh (1897-1944) y Ustad Daman (1911-1984), Mohan Singh (1905-78) y Shareef Kunjahi son algunos de los legendarios escritores punjabíes de este periodo.
Tras la independencia de Pakistán e India, Najm Hossein Syed, Fakhar Zaman y Afzal Ahsan Randhawa, Shafqat Tanvir Mirza, Ahmad Salim, y Najm Hosain Syed, Munir Niazi, Ali Arshad Mir, Pir Hadi Abdul Mannan enriquecieron la literatura punjabi en Pakistán, mientras que Jaswant Singh Kanwal (1919-2020), Amrita Pritam (1919-2005), Jaswant Singh Rahi (1930-1996), Shiv Kumar Batalvi (1936-1973), Surjit Patar (1944-) y Pash (1950-1988) son algunos de los poetas y escritores más destacados de la India.

## Texto ejemplo
Este texto ejemplo fue adaptado del artículo Lahore de la Wikipedia Punyabí.
Gurmukhi
ਲਹੌਰ ਪਾਕਿਸਤਾਨੀ ਪੰਜਾਬ ਦੀ ਰਾਜਧਾਨੀ ਹੈ। ਲੋਕ ਗਿਣਤੀ ਦੇ ਨਾਲ ਕਰਾਚੀ ਤੋਂ ਬਾਅਦ ਲਹੌਰ ਦੂਜਾ ਸਭ ਤੋਂ ਵੱਡਾ ਸ਼ਹਿਰ ਹੈ। ਲਹੌਰ ਪਾਕਿਸਤਾਨ ਦਾ ਸਿਆਸੀ, ਕਾਰੋਬਾਰੀ ਅਤੇ ਪੜ੍ਹਾਈ ਦਾ ਗੜ੍ਹ ਹੈ ਅਤੇ ਇਸੇ ਲਈ ਇਹਨੂੰ ਪਾਕਿਸਤਾਨ ਦਾ ਦਿਲ ਵੀ ਕਿਹਾ ਜਾਂਦਾ ਹੈ। ਲਹੌਰ ਰਾਵੀ ਦਰਿਆ ਦੇ ਕੰਢੇ ’ਤੇ ਵੱਸਦਾ ਹੈ। ਇਸਦੀ ਲੋਕ ਗਿਣਤੀ ਇੱਕ ਕਰੋੜ ਦੇ ਨੇੜੇ ਹੈ।
Shahmukhi
لہور پاکستانی پنجاب دی راجدھانی اے۔ لوک گݨتی دے نال کراچی توں بعد لہور دوجا سبھ توں وڈا شہر اے۔ لہور پاکستان دا سیاسی، رہتلی کاروباری اتے پڑھائی دا گڑھ اے اتے، ایسے لئی ایہہ نوں پاکستان دا دل وی کہا جاندا اے۔ لہور راوی دریا دے کنڈھے تے وسدا اے۔ ایسدی لوک گݨتی اک کروڑ دے نیڑے اے۔
Transliteración
Lahaur Pākistānī Panjāb dī rājtā̀ni ài. Lok giṇtī de nāḷ Karācī tõ bāad Lahaur dūjā sáb tõ vaḍḍā šáir ài. Lahaur Pākistān dā siāsī, kārobāri ate paṛā̀ī dā gáṛ ài te ise laī ínū̃ Pākistān dā dil vī kihā jāndā ài. Lahaur Rāvī dariā de káṇḍè te vassdā ài. Isdī lok giṇtī ikk karoṛ de neṛe ài.
IPA
/ləˈɔ̀ːɾᵊ pakˑɪˈstaːniː pənˈd͡ʒaːbᵊ diː ɾaːd͡ʒᵊˈtàːniː ʱɛ̀ː ‖ loːkᵊ ˈɡɪɳᵊtiː deː naːɭᵊ kəˈɾat͡ʃˑiː tõː baːədᵊ ləˈɔ̀ːɾᵊ dud͡ʒˑaː sə́bᵊ tõː ʋəɖːaː ʃɛ́ːɾ ʱɛ̀ː ‖ ləˈɔ̀ːɾᵊ pakˑɪstaːnᵊ daː sɪaːsiː | kaːɾobˑaːɾiː əteː pəɽàːiː daː ɡə́ɽ ʱɛ̀ː əteː ɪseː ləiː énˑũː pakˑɪstaːnᵊ daː dɪlᵊ ʋiː kéːa d͡ʒaːndaː ʱɛ̀ː ‖ ləˈɔ̀ːɾᵊ ɾaːʋiː ˈdəɾɪaː deː kə́ɳɖèː teː ʋəsːᵊdaː ʱɛ̀ː ‖ ˈɪsᵊdiː loːkᵊ ɡɪɳᵊtiː ɪkːᵊ kəˈɾoːɽᵊ deː neːɽeˑ ʱɛ̀ː ‖/
Traducción
Lahore es la capital del Punjab paquistaní. Después de Karachi, Lahore es la segunda ciudad más grande. Lahore es el centro político, cultural y educativo de Pakistán, por lo que también se dice que es el corazón de Pakistán. Lahore se encuentra en la orilla del río Ravi. Su población se acerca a los diez millones de personas.